# Dasyvalgus macacus
Dasyvalgus macacus är en skalbaggsart som beskrevs av Miyake 1993. Dasyvalgus macacus ingår i släktet Dasyvalgus och familjen Cetoniidae. Inga underarter finns listade i Catalogue of Life.